# Îles Vestmann
Les îles Vestmann (en islandais : Vestmannaeyjar) sont un archipel d'Islande situé dans l'océan Atlantique, au sud-ouest de l'île principale. Toutes les îles de cet archipel sont inhabitées sauf la plus grande, Heimaey, peuplée de 4 142 habitants qui vivent principalement de la pêche,. 
L'île de Surtsey, la plus au sud de l'archipel et du pays tout entier, est apparue en 1963 lors d'une éruption volcanique,.
Les îles Vestmann constituent une municipalité (nommée simplement Vestmannaeyar) de la région de Suðurland.

## Géographie

### Localisation
Les îles Vestmann, situées au sud de l'Islande dans l'océan Atlantique (Nord), sont séparées de l'île principale (qui constitue la quasi totalité du pays) par un bras de mer nommé Áll. L'archipel est distant d'une dizaine de kilomètres des côtes Sud de l'île principale et s'étire sur une vingtaine de kilomètres selon un axe sud-ouest-nord-est,.

### Les dix-huit îles de l'archipel

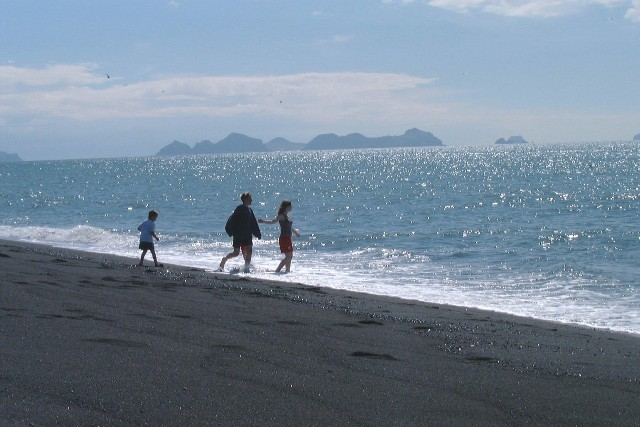
Vue des îles Vestmann depuis le Sud de l'Islande.

Les îles Vestmann sont composées de 18 îles et îlots, auxquels il faut rajouter une trentaine de récifs et rochers. Les îles sont, du nord au sud :
| Nom           | Superficie (km2) | Population (hab. en 2008) |
| ------------- | ---------------- | ------------------------- |
| Elliðaey      | 0,45             | 0                         |
| Faxasker      |                  | 0                         |
| Heimaey       | 13,4,            | 4 045                     |
| Bjarnarey     | 0,32             | 0                         |
| Stóri Örn     |                  | 0                         |
| Grasleysa     |                  | 0                         |
| Hrauney       |                  | 0                         |
| Hani          |                  | 0                         |
| Hæna          |                  | 0                         |
| Stóristakkur  |                  | 0                         |
| Álsey         | 0,25             | 0                         |
| Brandur       | 0,1              | 0                         |
| Suðurey       | 0,2              | 0                         |
| Hellisey      | 0,1              | 0                         |
| Geldungur     | 0,02             | 0                         |
| Súlnasker     | 0,03             | 0                         |
| Geirfuglasker | 0,02             | 0                         |
| Surtsey       | 1,41             | 0                         |
| Îles Vestmann | 16,3             | 4 045                     |

### Relief et hydrographie
Le relief des îles est accidenté, leur littoral se présentant fréquemment sous la forme de falaises et l'intérieur des terres étant généralement vallonné voire escarpé. 
Le point culminant de l'archipel est la Heimaklettur qui s'élève à 283 mètres d'altitude sur l'île de Heimaey,. 
Autour de Heimaey et entre cette dernière et Surtsey s'égrènent de nombreux îlots, récifs et rochers. Les côtes sont rocheuses et très découpées, formant de nombreux caps, péninsules et criques.
Bien qu'arrosées par des précipitations relativement abondantes, les îles Vestmann ne comportent aucun cours d'eau, lac ni glacier,.

### Climat

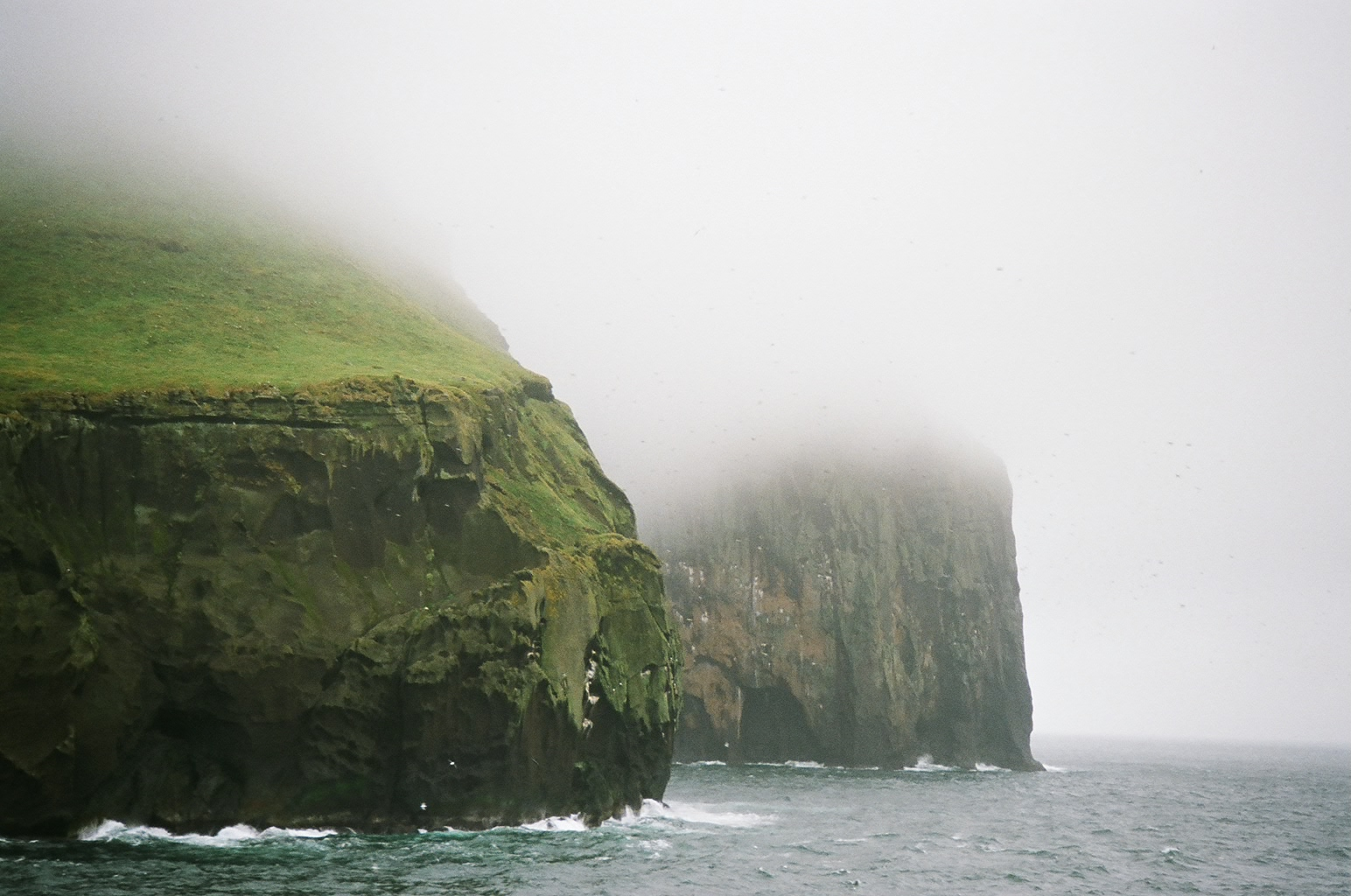
Les falaises d'Ystiklettur dans le brouillard à Heimaey en été.

Le climat des îles Vestmann est polaire mais adouci par des influences océaniques grâce au passage de la dérive nord atlantique sur la côte sud de l'Islande. Ainsi, la température moyenne minimale de janvier est de 1,5 °C, la maximale de juillet 10,5 °C, tandis que les moyennes mensuelles des précipitations qui sont les plus faibles en juin avec 83 millimètres culminent à 171 millimètres en octobre. La température moyenne annuelle est ainsi de 5,5 °C. La moyenne annuelle des précipitations est de 1420 millimètres.
Située dans une zone de contact entre le courant marin froid du Groenland oriental venant du nord et le courant marin chaud de la dérive nord atlantique venant du sud-ouest, tous deux accompagnés de leurs masses d'air associées, la région subit fréquemment le brouillard.
| Mois                                | jan. | fév. | mars | avril | mai | juin | jui. | août | sep. | oct. | nov. | déc. |
| ----------------------------------- | ---- | ---- | ---- | ----- | --- | ---- | ---- | ---- | ---- | ---- | ---- | ---- |
| Température minimale moyenne (°C)   | −1   | 0    | 0    | 2     | 4   | 7    | 8    | 8    | 6    | 4    | 1    | −1   |
| Température maximale moyenne (°C)   | 3    | 4    | 4    | 6     | 8   | 10   | 12   | 12   | 9    | 7    | 4    | 4    |
| Précipitations (mm)                 | 158  | 139  | 141  | 117   | 105 | 102  | 95   | 140  | 131  | 162  | 154  | 144  |
| Nombre de jours avec précipitations | 18   | 17   | 17   | 16    | 14  | 14   | 13   | 14   | 16   | 19   | 16   | 18   |

### Géologie

#### Formation
Les îles Vestmann, de même que le reste de l'Islande, sont d'origine volcanique. L'activité volcanique dans ce secteur de 700 à 900 km2 aurait commencé il y a 100 000 à 200 000 ans. Mais sur les 80 bouches éruptives connues, seules 17 ou 18 sont actuellement émergées. L'émersion de ces cratères qui ont formé les différentes îles est quant à elle beaucoup plus récente puisqu'elle aurait débuté il y a 10 000 à 20 000 ans,. Telle Surtsey, chaque île s'est formée au cours d'une seule éruption volcanique, seule Heimaey dérogerait à cette règle. Ces volcans, dont la plupart ont connu une éruption depuis les dix mille dernières années, sont alimentés par une chambre magmatique qui se trouve à une trentaine de kilomètres de profondeur.
Liée à l'activité volcanique et au mouvement des failles normales de la dorsale médio-Atlantique, l'activité sismique dans les îles Vestmann est courante bien que le risque de tremblement de terre majeur soit faible, la majorité d'entre eux étant de faible intensité,.

#### Heimaey
Plus grande île des îles Vestmann, Heimaey est la seule île de cet archipel à s'être formée au cours de différentes éruptions volcaniques. L'une d'entre elles donna naissance à l'Helgafell il y a 5 000 ans dans le cratère né d'une précédente éruption. La projection de scories de lave ʻaʻā a constitué le cône actuel par lequel se sont échappées des coulées de lave qui ont connecté entre elles des petites îles formant de nos jours différentes parties d'Heimaey.
La dernière éruption survenue sur Heimaey est celle de l'Eldfell qui se situe dans l'Est de l'île,. Sa première et seule éruption s'est déroulée du 23 janvier au 28 juin 1973,,. Au cours de ces cinq mois, plusieurs coulées de lave et projections de scories ont agrandi l'île de 2,3 km2 et menacé de boucher l'entrée de la baie qui sert de port naturel. Malgré la destruction de presque 400 maisons et en raison de l'évacuation de la totalité de la population de l'île dès les premières heures de l'éruption, seule une victime fut à déplorer.
Dès le premier jour de l'éruption, les professeurs Þorbjörn Sigurgeirsson, Trausti Einarsson et Leó Kristjánsson, géologues et physicien, visitèrent l'île. Ils étudièrent la possibilité de retarder l'avancée de la lave menaçant la ville, en la refroidissant par de l'eau pompée dans la mer. La première tentative pour contenir le flot de lave en l'arrosant d'eau froide débuta 2 semaines après le commencement de l'éruption, au moment où la lave menaçait de fermer l'entrée du port. Les pompiers commencèrent à pomper l'eau de l'océan et à la déverser sur le front de la coulée, avec quelques succès. Mais il fallait des pompes beaucoup plus puissantes. Le bateau-pompe Sandey arriva le 1er mars et se mit à déverser l'eau de mer à raison de 400 litres par seconde sur un front de lave de 30 mètres de haut. L'effet fut immédiat, mais des pompes plus puissantes encore s'avérèrent nécessaires. Elles arrivèrent par avion des États-Unis le 26 mars et entrèrent en action 4 jours plus tard. Pour arrêter la coulée, quelque 6,2 millions de tonnes d'eau furent déversées, empêchant la fermeture du port. 75 hommes travaillèrent d'arrache-pied à cette opération dangereuse de sauvetage, nécessitant le transport des tuyaux sur la lave incandescente[réf. nécessaire].
Depuis son unique éruption, l'ascension de Eldfell constitue une randonnée très appréciée des visiteurs de l'archipel.

#### Surtsey
Surtsey est la plus jeune île d'Islande et une des plus récentes au monde car s'étant formée du 14 novembre 1964 au 5 juin 1967. Émergeant au milieu d'explosions et de projections de téphras, l'île se construit et s'agrandit rapidement tant que l'éruption est en cours mais lorsqu'elle s'arrête, l'érosion marine l'attaque et emporte en une quarantaine d'années l'équivalent de la moitié de sa superficie, ce qui a pour effet de modifier sa forme et de lui faire perdre de la hauteur,. Terre vierge de toute vie à sa sortie des eaux, Surtsey est rapidement colonisée par la vie qui arrive portée par les vents, à la nage ou en volant.

### Faune

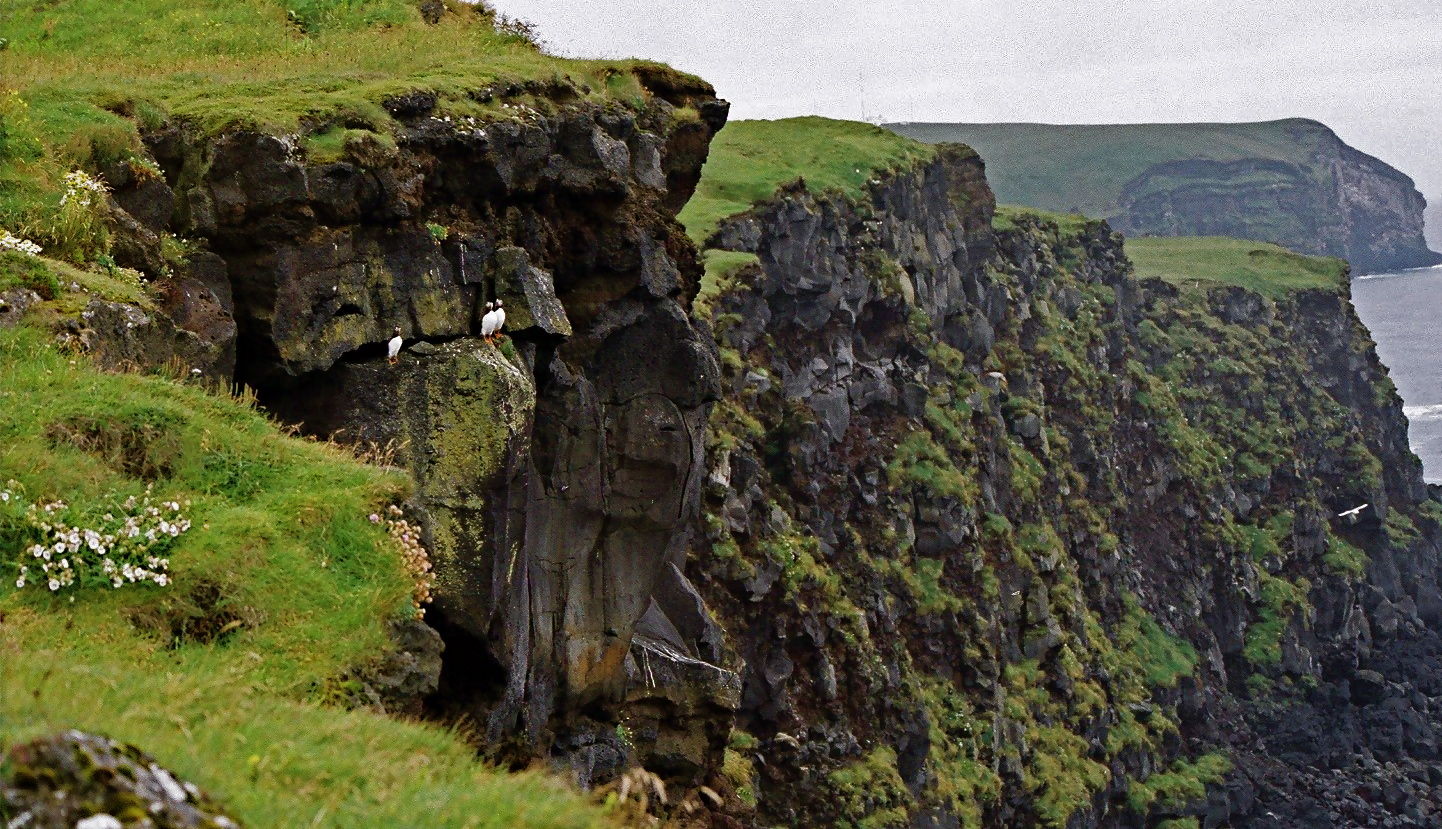
Falaise dans l'archipel.

La faune de l'archipel est principalement représentée par les oiseaux de mer. Une trentaine d'espèces nichent dans les falaises de l'archipel dont des macareux moines qui constituent la plus importante colonie au monde avec dix millions d'individus,.

## Histoire

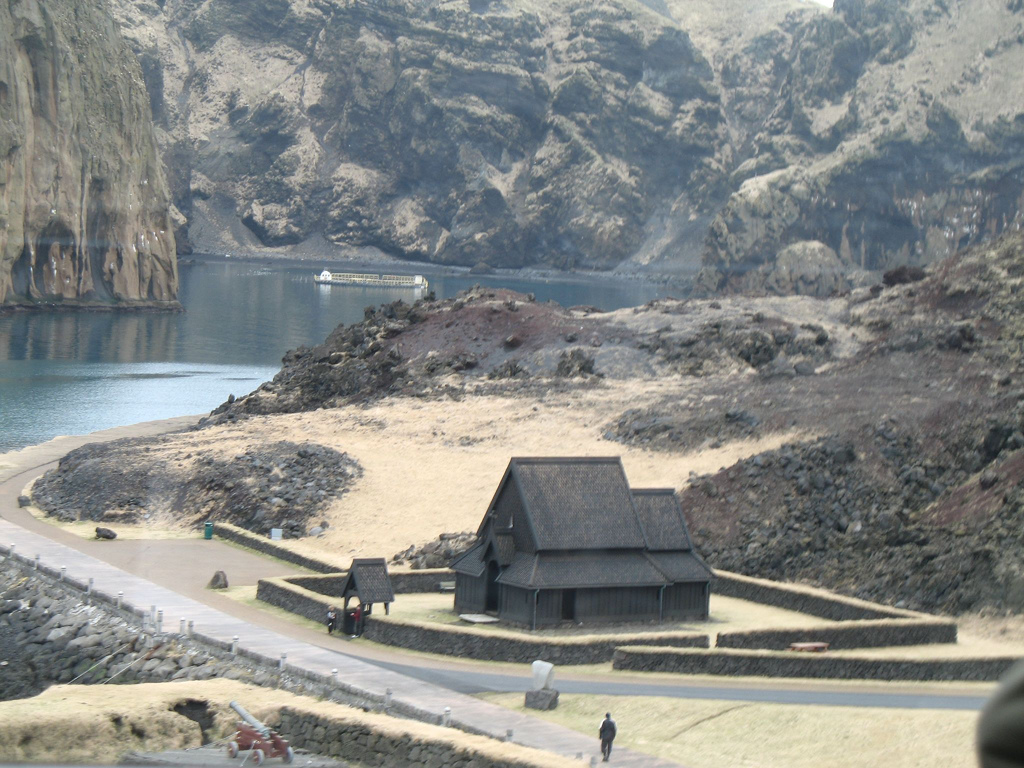
Vue de la Stafkirkjan, la plus vieille église des îles Vestmann.

### Découverte
Les îles Vestmann ont probablement été découvertes en même temps que le reste de l'Islande au Moyen Âge, au moins avant l'an mil.
L'archipel tire son nom d'un fait divers survenu vers 840. En effet, l'archipel et plus précisément l'île de Heimaey servit de refuge à des esclaves irlandais qui fuyaient l'île principale d'Islande après avoir tué leur maître, Hjörleifur Hróðmarsson, un fermier scandinave établi à la Hjörleifshöfði sur la côte sud de l'Islande,. Ingólfr Arnarson, le beau-frère du fermier, poursuivit ces esclaves jusque dans l'archipel où ils les tua,. Avant la découverte de l'Islande, l'Irlande était la terre la plus à l'ouest du monde connu d'où le surnom d'« Hommes de l'Ouest » attribué aux Irlandais,. C'est ainsi que l'archipel fut nommé en référence à cet évènement,.

### Colonisation
Il existe des incertitudes sur la première implantation humaine dans l'archipel des îles Vestmann mais la première personne à avoir habité sur Heimaey est Herjólfur Bárðarson qui construit sa maison à l'endroit qui porte son nom, Herjólfsdalur, en français la « vallée d'Herjólfur »,. Dans le Landnámabók, l'ouvrage décrivant la colonisation de l'Islande, Herjólfur Bárðarson se serait établi à Heimaey aux alentours de l'an 900 mais les fouilles des ruines de sa maison retrouvées en 1971 indiquent que l'endroit a été habité depuis l'an 800.
Les premiers habitants de l'archipel vivaient probablement en majorité des ressources de la mer et notamment de la pêche mais aussi de la récolte d'algues géantes qu'ils pratiquèrent pendant des centaines d'années. Les poissons attrapés avec des filets et des lignes étaient ensuite salés pour leur conservation. L'exploitation de l'avifaune très courante dans les nombreuses falaises de l'archipel était aussi pratiquée. Les macareux moines étaient chassés les mois d'été, à l'automne pour les poussins des goélands et des fous de Bassan tandis que les œufs de guillemots et des goélands étaient ramassés au printemps. De nos jours, les terres sont également mises en valeur avec la pâture de moutons et de vaches laitières et la culture de pommes de terre et de légumes. Cette abondance de nourriture variée permettait aux îliens de vivre en autosuffisance alimentaire.

### Raid « turc »[pasclair]

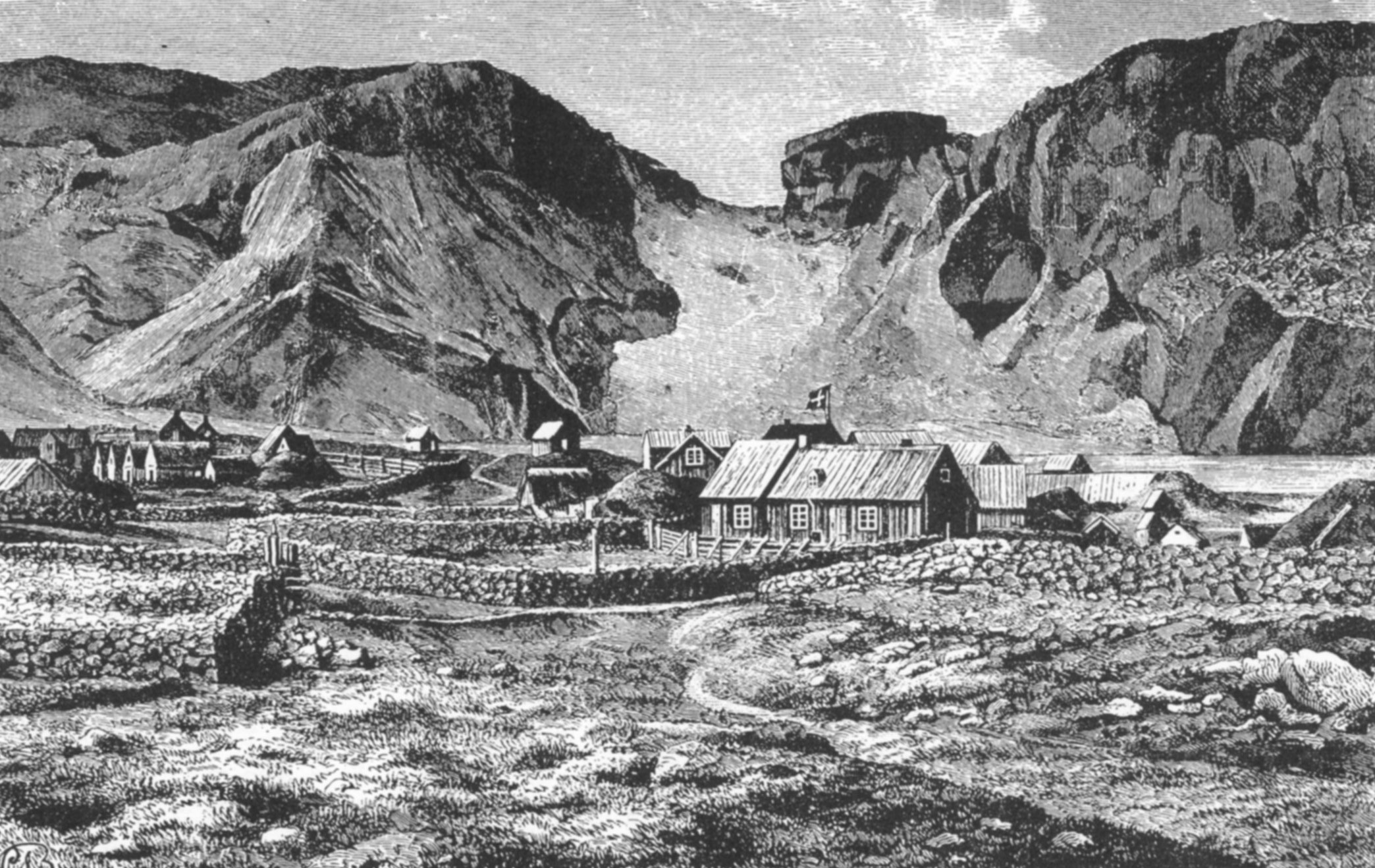
Vue du village d'Heimaey à la fin du XIXe siècle.

En juillet 1627, les îles Vestmann subissent les conséquences d'un raid de pirates « turcs »[pas clair],,. Débarquant de trois navires, ces derniers pillent le village, brûlent les maisons, les fermes et les églises et 242 des 500 habitants sont tués ou emmenés en esclavage. Nombre d'entre eux meurent sur le chemin du retour qui les conduit aux marchés aux esclaves de l'actuelle Algérie. Peu d'entre eux peuvent retourner en Islande comme c'est le cas pour Guðríður Símonardóttir, l'esclave la plus célèbre d'Heimaey. Relâchée, elle revient en Islande où elle se marie au poète Hallgrímur Pétursson qui est prêtre à Suðurnes et Hvalfjörður.
Les autres habitants d'Heimaey réussissent à fuir et se cacher dans les grottes et les falaises de l'île durant l'attaque. C'est ainsi que plusieurs endroits de l'île sont nommés d'après cet évènement comme la « Baie des pirates » ou bien la « Grotte des cent hommes », en islandais Hundraðmannahellir,. Dans cette grotte, une centaine de personnes trouvent refuge mais ils sont repérés à cause d'un chien qui se tient à l'entrée de la cachette, menant les Turcs jusqu'à eux,.

### Époque moderne
Avec la mécanisation de la pêche qui vit l'apparition des bateaux à moteur permettant de plus grandes prises et l'installation de pêcheries modernes permettant le traitement de plus de poissons avec leur congélation, la population de l'archipel augmenta très rapidement. De 500 habitants en 1900, la population augmenta jusqu'à 3 200 en 1925 pour atteindre 5 100 habitants en 1971. Cette industrie vit l'abandon progressif des autres activités économiques traditionnelles de l'archipel mais permit aux îles Vestmann de devenir le premier centre de pêche de l'Islande et d'exporter ses poissons vers toute l'Europe. La chasse des oiseaux de mer et la collecte des œufs est désormais réservée au folklore, seuls quelques habitants élèvent encore des moutons qu'ils emmènent paître sur les petites îles de l'archipel en été, cultivent la terre plus par passion que par métier et des chevaux sont élevés pour être montés,.
Le 23 janvier 1973, une éruption volcanique a lieu sur Heimaey. Une faille s'ouvre à la limite de la ville, obligeant la population à évacuer l'île hormis 500 personnes qui tentaient de limiter les dégâts et de faire tourner tant bien que mal les pêcheries. En cinq mois que dure l'éruption, un nouveau volcan est né, l'Eldfell, un tiers des maisons sont détruites et Heimaey s'est agrandi de 2,3 km2,. À la fin de l'éruption, la majorité des habitants revinrent sur l'île, s'attelèrent à la reconstruction des maisons et des infrastructures détruites et relancèrent l'économie de la pêche.
Dix ans auparavant, une autre éruption volcanique qui allait durer trois ans et demi donna naissance à l'île de Surtsey. Cette île est depuis la plus récente d'Islande et constitue le point le plus méridional du pays.

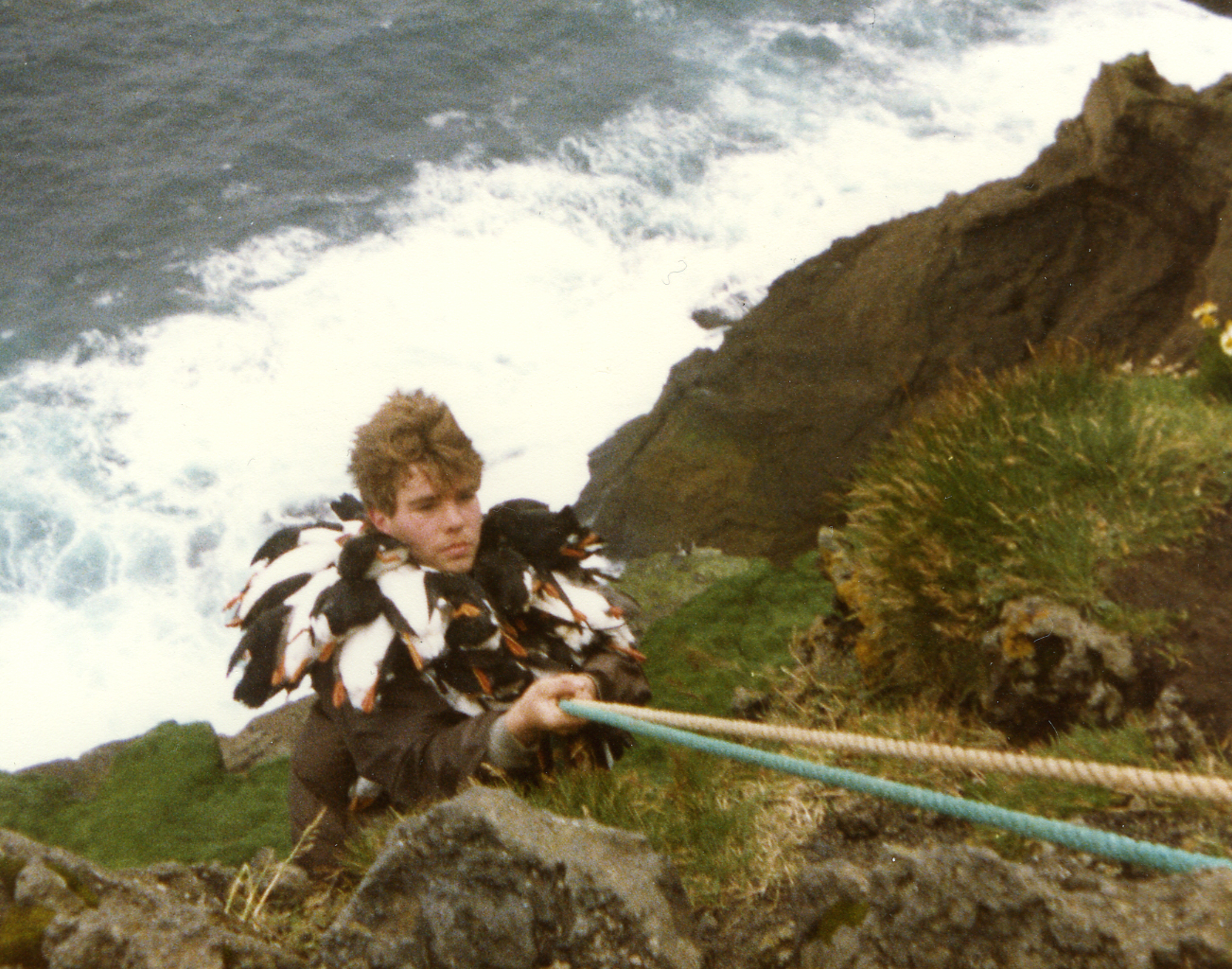
Chasseur de macareux moines remontant d'une falaise.
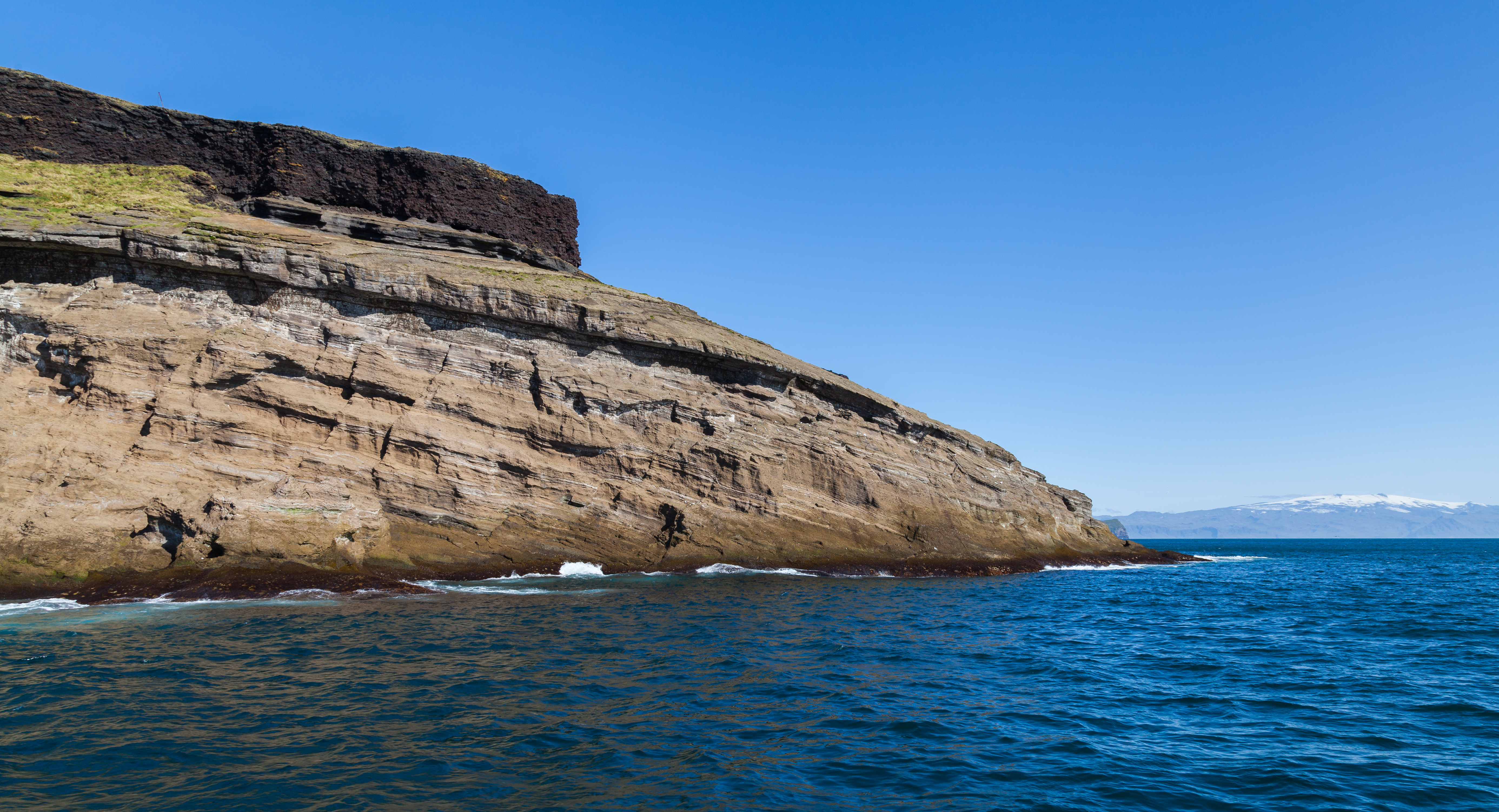
Côte de Heimaey.
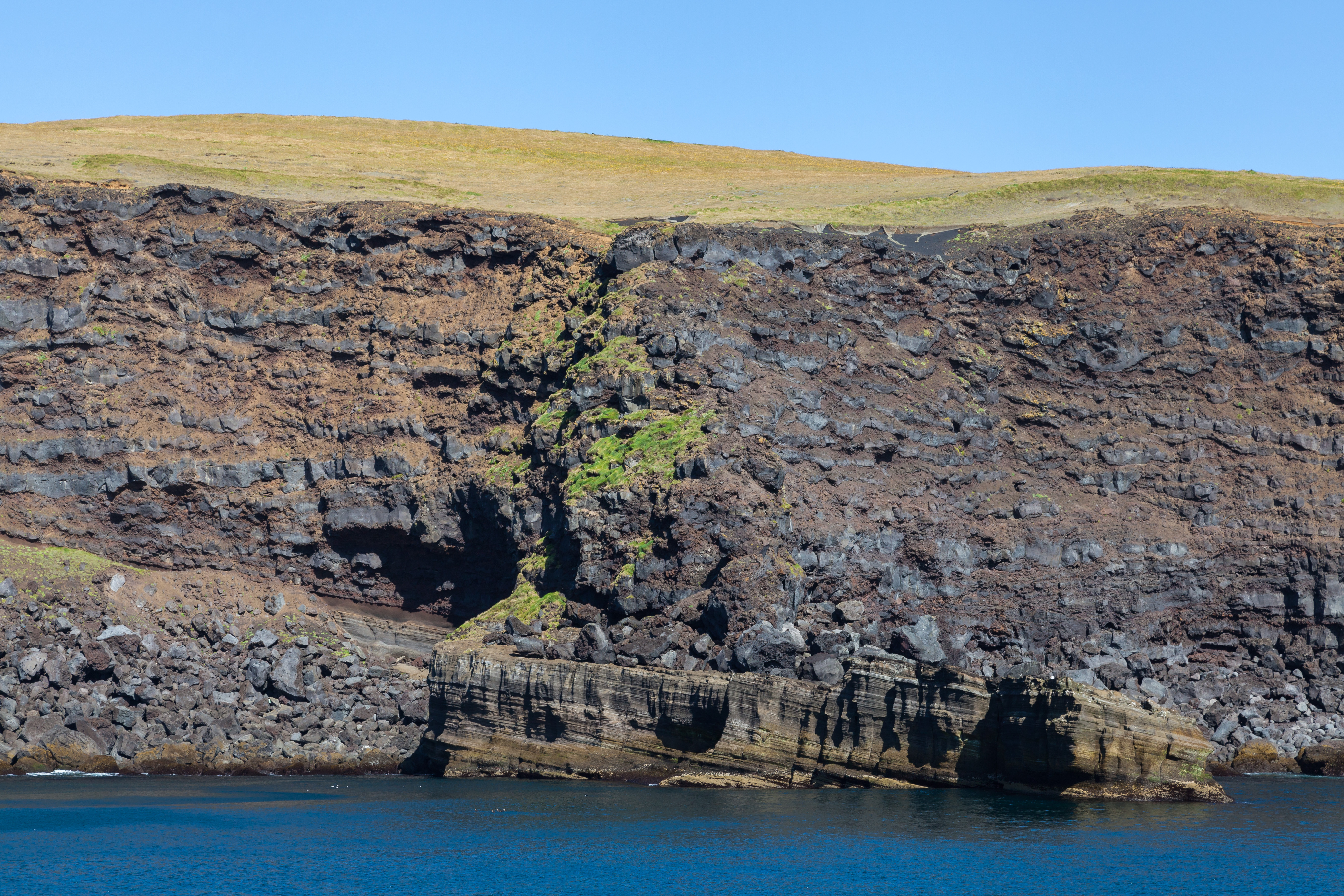
Falaises de Heimaey.

## Administration
Les îles Vestmann constituent une municipalité de l'Islande faisant partie de la région de Suðurland, de la circonscription de Suðurkjördæmi et érigée en Ville indépendante.

## Démographie
Seule l'île d'Heimaey, la plus grande de l'archipel, est habitée, peuplée de 4 045 habitants,,.
Évolution de la population :
2011: 4 142
2022: 4 414

## Transport

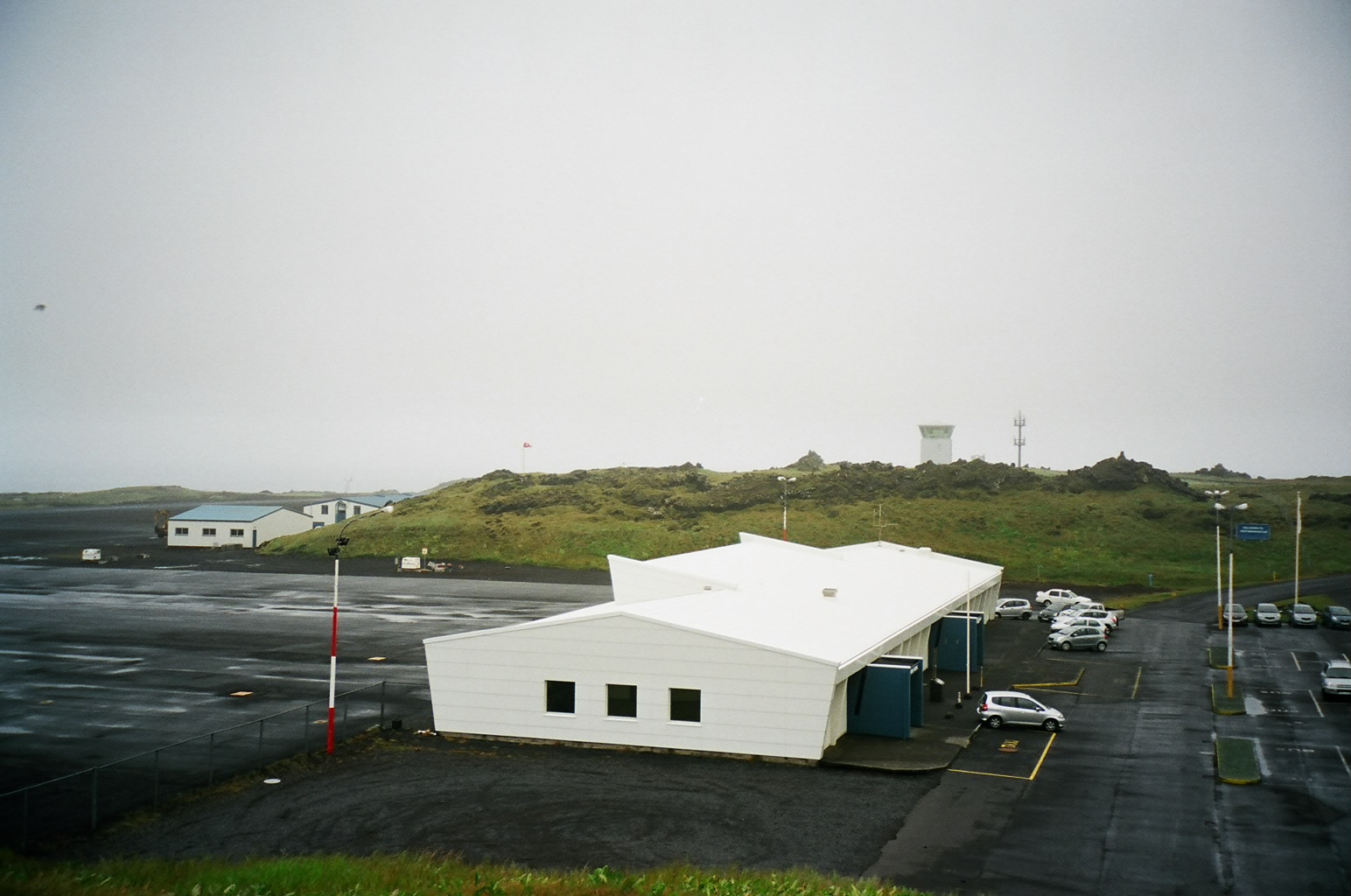
L'aérogare et la tour de contrôle de l'aérodrome de Heimaey.

Les îles Vestmann sont reliés deux fois par jour par ferry transitant entre Heimaey et Þorlákshöfn sur l'île principale de l'Islande. En deux heures et 45 minutes, jusqu'à cinq cents passagers et cinquante voitures peuvent faire la traversée,,. Pour améliorer la liaison avec le pays, un port (Landeyjahöfn) a été construit ex nihilo à Bakkafjara pour accueillir le ferry Herjólfur. Celui-ci relie depuis juillet 2010 l'archipel au reste du pays en 25 minutes.
Le seul aérodrome de l'archipel qui se trouve dans le centre de l'île de Heimaey est relié quotidiennement en 25 minutes à l'aéroport de Reykjavik,,. La compagnie aérienne des îles Vestmann, Flugfélag Vestmannaeyja, proposait jusqu'en mai 2010 des vols en partance de Bakki (six minutes), Selfoss (vingt minutes), Skógar (quinze minutes), Hella (quatorze minutes) et Reykjavik,, mais la compagnie a cessé son activité face à la concurrence du ferry. La liaison entre Bakki et les îles Vestmann est empruntée par 29 000 passagers chaque année.
En 2004, un rapport commandé par l'administration des routes publiques est remis. Il présenta une étude concernant la liaison routière entre l'île de Heimaey et l'île principale de l'Islande via un tunnel sous-marin. Ce tunnel aurait été creusé dans la roche composant le fond du Áll, le détroit séparant les îles Vestmann de l'île principale de l'Islande, et présente deux variantes, une de 18 kilomètres de longueur, l'autre de 26 kilomètres. Chacune de ces variantes aurait permis de rejoindre la route 1 et ainsi de gagner le reste de l'Islande. Cependant, sa réalisation a été jugée trop coûteuse et risquée, ce qui a conduit au choix de la construction du port de Landeyjahöfn.

## Économie

### Pêche

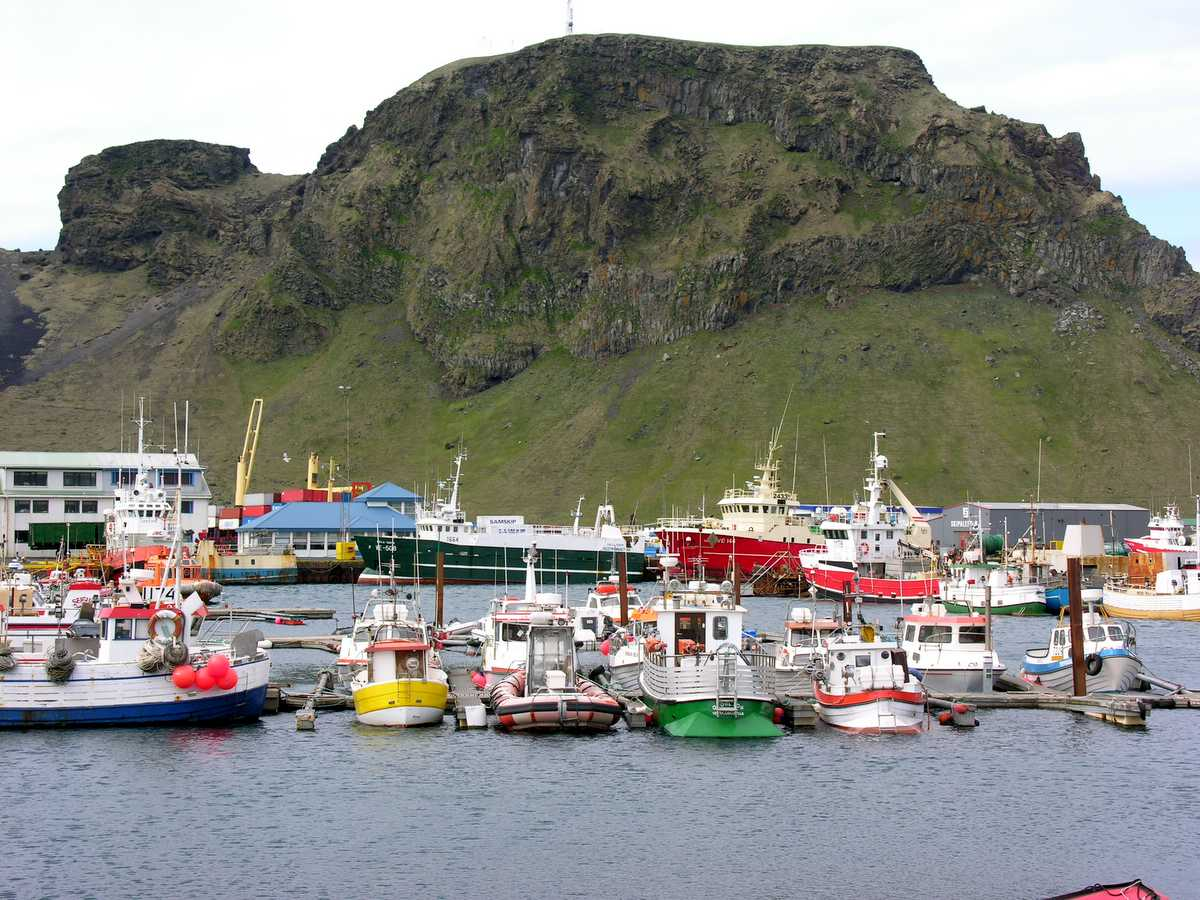
Bateaux de pêche dans le port d'Heimaey.

La pêche constitue une des principales activités économiques des habitants de l'archipel,. Ceci est expliqué par le fait que les îles sont proches des zones de pêche et que le port d'Heimaey est le seul sur la côte Sud de l'Islande ce qui a favorisé l'installation de deux des trois pêcheries les plus importantes du pays,, faisant de l'archipel le principal centre de pêche du pays.
Chaque année, environ 200 000 tonnes de poisson sont débarquées par 600 bateaux,. Le port est prévu pour que des navires de 150 mètres de longueur comme le ferry en provenance de l'île principale de l'Islande puissent y effectuer un retournement.

### Tourisme
L'archipel des îles Vestman constitue un des principaux lieux touristiques de l'Islande,. Les visiteurs peuvent y découvrir la faune, la flore, la géologie et les paysages des différentes îles au cours de randonnées pédestres et d'excursions marines, découvrir l'histoire de l'archipel dans les différents musées, etc,,. Cette fréquentation touristique fait que Heimaey s'est équipé en infrastructures touristiques comme des hôtels, des restaurants, des cafés, des équipements sportifs comme un golf ou une piscine,, un camping, un centre d'information, un centre de conférences, des services comme une banque, un hôpital, un bureau de poste, etc,.

### Informatique
Le câble sous-marin CANTAT-3 reliant l'Amérique du Nord à l'Europe passe dans les îles Vestmann, ce qui permet la connexion des réseaux nationaux à Internet dans l'archipel,.

## Culture

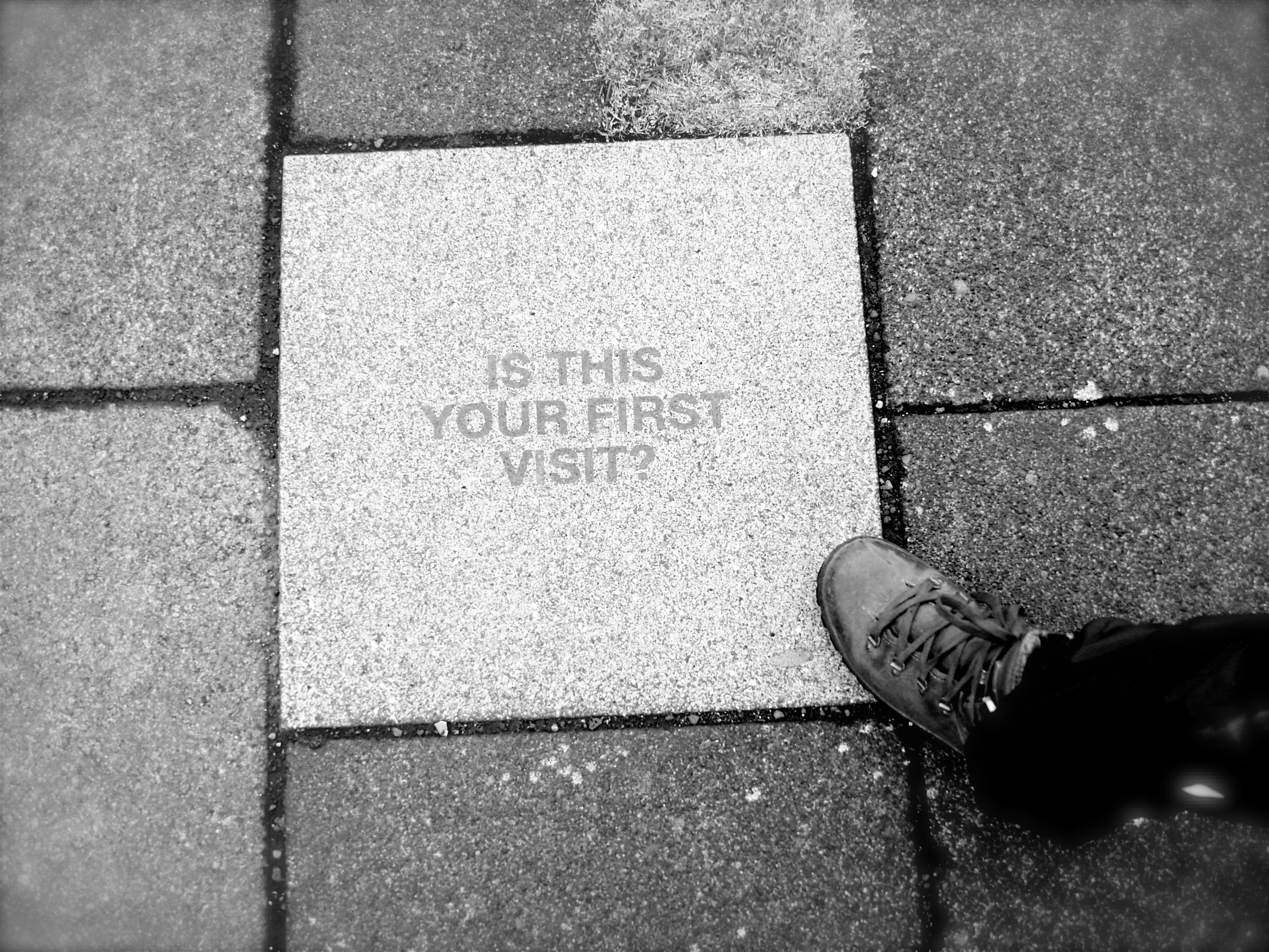
Plaque destinée aux touristes dans les rues de Heimaey : « Est-ce votre première visite ? »

La vie culturelle est bien implantée dans les îles Vestmann avec de la musique et des chants traditionnelles, du théâtre traditionnel et de rue, des sculptures de lave en plein air, des expositions, un patrimoine avec une des plus anciennes maisons de l'archipel ainsi qu'une « fête nationale ». Cette festivité remonte à 1874, date du rassemblement de la population islandaise à Þingvellir pour y célébrer leur nouvelle constitution. Se trouvant dans l'incapacité de s'y rendre, les habitants des îles Vestmann fêtèrent chez eux, à Herjólfsdalur dans l'Ouest de Heimaey, leur « fête nationale » qui est aujourd'hui la plus importante festivité d'Islande.
D'autres fêtes sont célébrées tout au long de l'année en prenant appui sur des événements de la nature comme le jour de l'été, Pysjutíminnqui qui célèbre la sortie du nid des poussins de macareux moines, Goslokahátíð marquant le jour de la fin de l'éruption de l'Eldfell, le treizième qui clôture les festivités de Noël ou encore le jour des marins
La réalisatrice Sólveig Anspach est née sur l'île de Heimaey le 8 décembre 1960.

## Éducation
Il existe trois crèches, deux écoles primaires et un lycée à Heimaey,. Les étudiants désirant poursuivre la plupart des études supérieures doivent se rendre sur l'île principale de l'Islande ou suivre des cours par correspondance mais il existe une université à Heimaey. Cette dernière, l'Université d'Islande aux îles Vestmann, est un centre de recherche et dispense des cours exclusivement sur des sujets en relation avec la vie économique de l'archipel.
En raison des ressources halieutiques et de la faune marine des îles Vestmann, ces îles abritent l'Institution de la recherche de la mer dépendant du Ministère de la mer. Elle a pour mission de mener à bien de la recherche fondamentale et d'établir des rapports sur les ressources marines en vue de leur exploitation.

## Sport
Le sport dans l'archipel est surtout représenté par le football et le handball mais aussi le basketball et le hockey sur glace et moins pratiqués le moto-cross, la pêche sportive et le golf. Autrefois, le sport des îles Vestmann était l'athlétisme et certains des athlètes remportaient des records nationaux ou européens.
Un des sports traditionnels de l'archipel, nommé sprangið consiste à descendre le long d'une corde les falaises situées en face du port de Heimaey.